# Dietrich (cardinal)
Pour les articles homonymes, voir Dietrich.
Dietrich est un cardinal  du XIe siècle et du XIIe siècle. 

## Biographie
Le pape Urbain II le crée cardinal lors d'un consistoire en 1095. Il est légat du pape Pascal II en Hongrie et en Saxe et réconcilie les Saxes avec l'Église.

## Sources
- Fiche du cardinal   sur le site fiu.edu